# Де-Кой
Де-Кой (нід. De Kooy) — селище в нідерландській провінції Північна Голландія. Входить до муніципалітету Ден-Гелдер.
Його площа становить 2,27 км², а населення станом на 2021 рік складало 45 осіб. Село відоме завдяки розташованому поблизу військово-морському аеродрому Де Кой, який був побудований у 1918 році. Топонімічних знаків не має.